# 布羅莫火山
布羅莫火山又譯作婆羅摩火山，是印度尼西亞的火山，位於爪哇島東部，行政方面由東爪哇省負責管轄，海拔高度2,329米，火山口的南北向直徑為800米、東西向直徑為600米，位於泗水東南，相距大約150公里。它位於唐格爾山（Tengger）的巨大火山口之內。登格爾山大約於80萬年前形成，如今火山口直徑足足有10公里之闊。其後這個大型火山又再爆發，在廣闊的盆地上相繼誕生了婆羅摩火山，Mt Batok 和塞梅魯火山。這個高原上有村落，村落盡頭有懸崖，懸崖下是沙海盆地，盆地中央有火山口的奇特景觀。最近一次噴發發生在2015年。

## 外部連結
- http://www.telegraph.co.uk/news/picturegalleries/worldnews/7965963/Villagers-use-sarongs-to-catch-offerings-thrown-by-Hindu-worshipers-into-the-crater-of-Mount-Bromo.html （页面存档备份，存于）